# Cololejeunea sigmoidea
Cololejeunea sigmoidea là một loài Rêu trong họ Lejeuneaceae. Loài này được Jovet-Ast & Tixier mô tả khoa học đầu tiên năm 1962.